# Agave asperrima
Agave asperrima ist eine Pflanzenart aus der Gattung der Agaven (Agave). Ein englischer Trivialname ist „Rough Agave, Maguey Cenizo“.

## Beschreibung
Agave asperrima formt offene Rosetten, sprosst reichlich und bildet manchmal spärlich Ausläufer. Sie erreicht Wuchshöhen von 70 bis 100 Zentimetern und einen Durchmesser bis 200 Zentimetern. Die variablen, rinnigen, aufgerauten, lanzettförmig, hellgrünen bis bläulichen Blätter sind 60 bis 110 cm lang und 12 bis 16 cm breit. Die selten hornigen Blattränder sind variabel gezahnt. Der braune Enddorn ist 3,5 bis 6 cm lang.
Der rispige schlanke, breite, gerade Blütenstand wird 4 bis 6 m hoch. Die schmalen gelben Blüten sind 60 bis 80 mm lang und erscheinen am oberen Teil des Blütenstandes an unregelmäßig angeordneten, kleinen Verzweigungen. Die Blütenröhre ist 13 bis 20 mm lang.
Die länglich geformten dreikammerigen Kapselfrüchte sind 40 bis 50 mm lang und 17 bis 20 mm breit. Die flachen, schwarzen Samen sind bis 5 mm lang und 6 bis 7 mm breit.
Die Blütezeit reicht von April bis Juli.

## Systematik und Verbreitung
Agave asperrima wächst in Texas in den Vereinigten Staaten und im Norden von Mexiko in den Bundesstaaten Durango, Zacatecas, Chihuahua, Coahuila und Nuevo León, an steinigen Hängen, in verschiedenen Bodenformationen, in Grasland und offenem Waldland in 500 bis 1900 m Höhe verbreitet. Sie ist vergesellschaftet mit Yucca linearifolia und zahlreichen Kakteen- und Sukkulenten-Arten.
Die Erstbeschreibung durch Georg Albano von Jacobi ist 1864 veröffentlicht worden. Synonyme sind Agave scabra Salm-Dyck und Agave caeciliana Berger. Es werden folgende Unterarten unterschieden:
- Agave asperrima subsp. asperrima
- Agave asperrima subsp. maderensis
- Agave asperrima subsp. potosiensis
- Agave asperrima subsp. zarcensis

Agave asperrima ist ein Vertreter der Gruppe Americanae. Sie ist mit Agave lechuguilla die am weitesten verbreitete Art in der Chihuahua-Wüste in Mexiko. Die Variabilität innerhalb der Populationen ist dementsprechend hoch. Aufgrund diverser Unterschiede der Größe, Form, Blatt- und Blütenstruktur hat Ullrich die Unterarten gebildet. Die Art ist verwandt mit Agave americana und Agave marmorata. Übergangsformen sind bekannt. Sie hybridisiert mit Agave salmiana und Agave americana in Arizona.
Die Art kann bei trockenem Stand kurze Frostperioden bis minus 5 °C vertragen. Agave asperrima wird im Desert Botanical Garden in Arizona kultiviert.